# Logit

Diagrama de la funció logit(p) en el domini de 0 a 1, on la base del logaritme és e

La funció logit és la inversa de la funció logística sigmoïdal utilitzada en matemàtiques, especialment en estadística. Quan el paràmetre de la funció representa una probabilitat p, la funció logit dona les log-oportunitats, o el logaritme de les oportunitats p/(1 − p).

## Definició
El logit d'un nombre p entre 0 i 1 ve donat per la fórmula:
{\displaystyle \operatorname {logit} (p)=\log \left({\frac {p}{1-p}}\right)=\log(p)-\log(1-p)=-\log \left({\frac {1}{p}}-1\right).\!\,}
La base de la funció logaritme utilitzada és de poca importància en el present article, sempre que sigui més gran que 1, però el logaritme natural amb base e és el que s'utilitza més sovint. La tria de la base correspon a la tria de la unitat logarítmica pel valor: la base 2 correspon a un bit, la base e a un nat, i la base 10 a un ban (també anomenat hartley). Per cada tria de base, la funció logit pren valors entre l'infinit negatiu i positiu.
La funció logística de qualsevol nombre {\displaystyle \alpha } ve donada per la inversa del logit:
{\displaystyle \operatorname {logit} ^{-1}(\alpha )={\frac {1}{1+\operatorname {exp} (-\alpha )}}={\frac {\operatorname {exp} (\alpha )}{\operatorname {exp} (\alpha )+1}}}
Si p és una probabilitat, llavors p/(1 − p) és l'oportunitat corresponent; el logit de la probabilitat és el logaritme de l'oportunitat. D'una manera similar, la diferència entre els logits de dues probabilitats és el logaritme de l'oportunitat relativa (R), la qual cosa és útil per poder escriure la combinació correcta d'oportunitats relatives només sumant i restant:
{\displaystyle \operatorname {log} (R)=\log \left({\frac {{p_{1}}/(1-p_{1})}{{p_{2}}/(1-p_{2})}}\right)=\log \left({\frac {p_{1}}{1-p_{1}}}\right)-\log \left({\frac {p_{2}}{1-p_{2}}}\right)=\operatorname {logit} (p_{1})-\operatorname {logit} (p_{2}).\!\,}

## Història
La log oportunitat fou usada a bastament per Charles Sanders Peirce (darreries del segle XIX). El model logit fou introduït per Joseph Berkson el 1944, el qual encunyà el terme, provinant d'una analogia amb el model similar del probit desenvolupat per Chester Ittner Bliss el 1934. El 1949, G. A. Barnard encunyà el terme log-oportunitat; la log-oportunitat d'un esdeveniment és el logit de la probabuilitat de l'esdeveniment.

## Usos i propietats
- El logit, en una regressió logística, és un cas especial d'una funció enllaç en un model lineal generalitzat: és la funció enllaç canònica per la distribució Bernoulli.
- La funció logit és la negativa de la derivada de la funció d'entropia binària.
- El logit és també central en el model Rasch probabilístic per la mesura, que té aplicacions en assessorament psicològic i educatiu, entre d'altres.
- La funció logit-inversa (és a dir, la funció logística) també s'anomena de vegades funció expit.[6]